# Hedotettix angustatus
Hedotettix angustatus är en insektsart som beskrevs av Hancock, J.L. 1909. Hedotettix angustatus ingår i släktet Hedotettix och familjen torngräshoppor. Inga underarter finns listade i Catalogue of Life.